# مسافرخانه: قسمت ۲
مسافرخانه: قسمت ۲ (به انگلیسی: Hostel 2) فیلمی در سبک ترسناک اسلشر و مهیج به کارگردانی الی راث است که در سال ۲۰۰۷ منتشر شد و دارای صحنات وحشتناکی می‌باشد.

## خلاصه داستان
سه دختر جوان آمریکایی به نام‌های بِت، ویتنی و لورنا که در اروپای شرقی در حال مسافرت و خوش‌گذرانی هستند، با دختر اروپایی زیبا و قدبلندی به نام الکس آشنا می‌شوند. دخترها با وسوسهٔ الکس تصمیم می‌گیرند به مسافرخانه‌ای در حومهٔ شهر بروند اما این مسافرخانه همان مسافرخانه‌ای است که قاتلان یک سازمان مخوف زیرزمینی، مسافران را شکار می‌کنند و به قتل می‌رسانند…

## دنباله
مسافرخانه ۳ به کارگردانی اسکات اسپیگل در سال ۲۰۱۱ به روی پرده رفت.